# شلل مزدوج تشنجي
الشلل المزدوج التشنجي هو شكل من أشكال الشلل الدماغي وهو حالة عصبية عضلية مزمنة من فرط التوتر (فرط المقوية) والتقبّض - تتجلى في شكل «تقلّص» أو «صلابة» زائدة ومستمرة بشكل ملحوظ - في عضلات الأطراف السفلية لجسم الإنسان، أي عضلات الساقين والوركين والحوض. ذُكر أن أول حالة مسجلة صادفها الطبيب ويليام جون ليتل كانت بين أطفال مصابين بالشلل الدماغي أظهروا علامات الشلل التشنجي.
يمثل الشلل المزدوج التشنجي نحو 22% من جميع حالات الشلل الدماغي المشخصة، ويشكل مع الشلل الرباعي التشنجي والشلل الثلاثي التشنجي تصنيف الشلل الدماغي التشنجي الذي يمثل 70% من جميع حالات الشلل الدماغي المشخصة.

## المظهر السريري
يعاني الأفراد المصابون بالشلل المزدوج التشنجي من التشنج والصلابة الشديدة وعليهم أن يبذلوا جهدًا كبيرًا لمقاومة التقبض الإضافي الذي يعانون منه دومًا. وعدا ذلك، فإن هؤلاء الأفراد يكونون طبيعيين من الناحية السريرية تمامًا. عندما يكون المرضى صغارًا في السن، يخضعون عادةً لتحليل المشية كي يتمكن أطباؤهم من تحديد أفضل الأجهزة المساعدة لهم في حال احتاجوها مثل المشاية أو العكازات. الفرق الرئيسي بين الشلل المزدوج التشنجي ونمط المشي الطبيعي هو «مشية المقص» المميزة - وهو نمط مشي يظهر لدى بعض الأشخاص غير المصابين بإعاقات في حال السُكر أو الإصابة بالتصلب المتعدد أو مرض عصبي آخر. تختلف درجة التشنج في الشلل المزدوج التشنجي (وأنواع أخرى من الشلل الدماغي التشنجي) بشكل كبير من شخص إلى آخر. ولا يتشابه شخصان مصابان بالشلل المزدوج تمامًا. يمكن أن تكون مشاكل التوازن و/أو تشنج المشية بسيطة جدًا أو تظهر اختلالات واضحة تجعل الشخص بحاجة إلى عكازات (عادة عكازات الساعد) أو عصا المشي للمساعدة في التنقل. في حالات أقل، يكون التشنج شديدًا فيضطر الفرد لاستخدام كرسي متحرك. نادرًا ما يكون التشنج في الأطراف السفلية في الشلل المزدوج التشنجي كبيرًا لدرجة تمنع التنقل تمامًا – إذ يمكن لمعظم الأشخاص المصابين بهذه الحالة المشي بمستوى أساسي من الثبات العام على الأقل. تتفاوت درجة انعدام التوازن، أو التعثر المحتمل فوق التضاريس غير المستوية في أثناء المشي، أو الحاجة إلى الاستناد على الأسطح أو الجدران المختلفة في ظروف معينة للحفاظ على وضعية مستقيمة، وتكون مشكلات التعثر والسقوط أكثر شيوعًا مقارنة بالأفراد الذين ينعمون بنمط مشي طبيعي أو شبه طبيعي. عند الأشخاص الذين يعانون من الشلل المزدوج التشنجي والذين يختارون التنقل بشكل مستقل دومًا أو معظم الوقت، فإن أحد الخيارات الشائعة التنقل داخل المنزل دون استخدام جهاز مساعد، واستخدام الجهاز المساعد عند الخروج من المنزل. قد لا يستخدم آخرون أي جهاز مساعد في البيت ويستخدمونه دائمًا في الخارج. يحتفظ الأشخاص المصابون بالشلل المزدوج التشنجي بتوتر طبيعي أو شبه طبيعي في العضلات فوق الوركين بالإضافة إلى نطاق حركة طبيعي. قد يظهر بعض التشنج أيضًا في الجزء العلوي من الجسم، مثل الجذع والذراعين، اعتمادًا على شدة الحالة (التشنج الذي يؤثر على كامل الجسم بالتساوي هو الشلل الرباعي التشنجي، وهو تصنيف مختلف قليلًا). ولأن تقبض الساق غالبًا ما يؤدي إلى عدم الثبات خلال التنقل، يتطور توتر عضلي إضافي في الكتفين والصدر والذراعين لتنفيذ حركات التثبيت التعويضية، أي أن الجزء العلوي من الجسم لا يتأثر بشكل مباشر بالحالة.